# Ристо Ристовић
Ристо Ристовић (Ваљево, 5. маја 1988) српски је фудбалер, који је тренутно наступа за Радник из Сурдулице. Висок је 174 центиметара и игра у везном реду, иза нападача, или на крилним позицијама.